# Vítonice (Znojmói járás)
Vítonice település Csehországban, a Znojmói járásban. Vítonice Želetice, Hostěradice, Prosiměřice, Oleksovice, Stošíkovice na Louce és Žerotice településekkel határos. Lakosainak száma 320 fő (2024. január 1.).

## Népesség
A település lakosságának változását az alábbi diagram mutatja:
| Lakosok száma | 331  | 390  | 408  | 328  | 235  | 209  | 262  | 251  | 256  | 320  |
|               | 1869 | 1890 | 1921 | 1950 | 1980 | 2001 | 2017 | 2019 | 2022 | 2024 |